# Eupelmus schmiedeknechti
Eupelmus schmiedeknechti är en stekelart som beskrevs av Ruschka 1921. Eupelmus schmiedeknechti ingår i släktet Eupelmus och familjen hoppglanssteklar. Arten är reproducerande i Sverige. Inga underarter finns listade i Catalogue of Life.